# Farallon-Platte

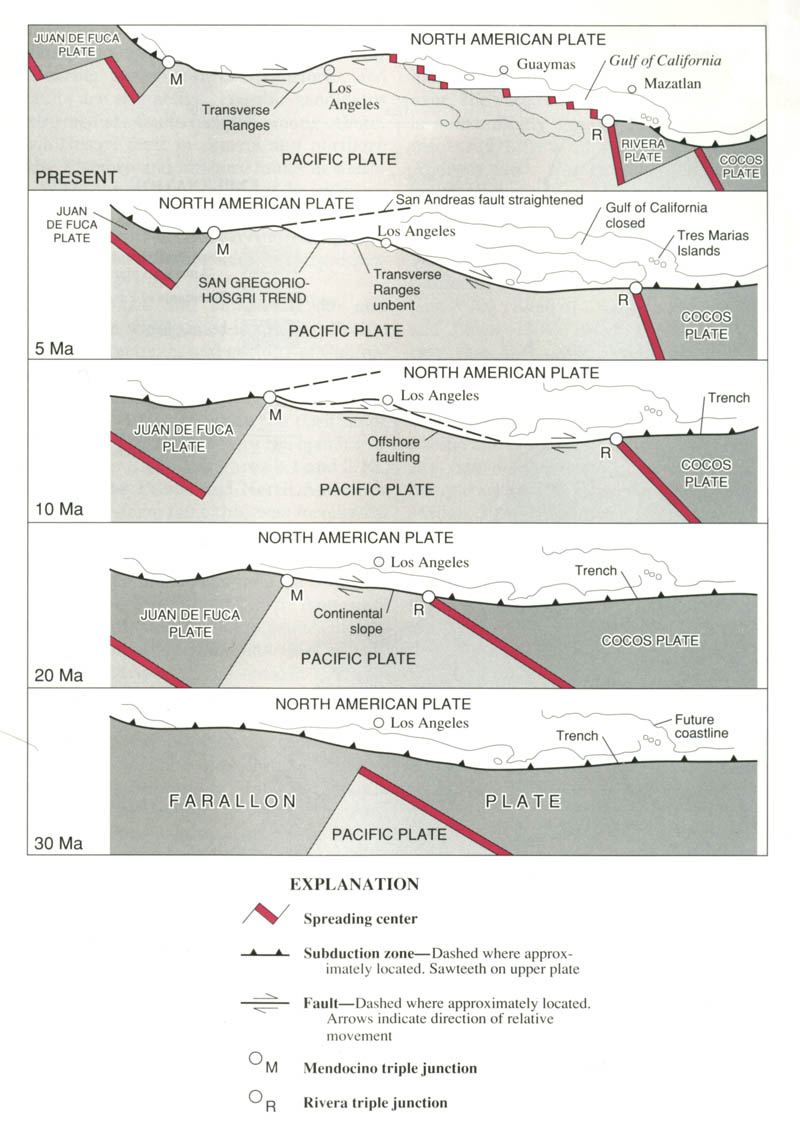
Draufsicht: Vereinfachte Darstellung der Fragmentierung der Farallon-Platte in Juan-de-Fuca-Platte (einschließlich Explorer- und Gorda-Platte) und Cocosplatte (einschließlich Rivera-Platte) sowie Entstehung der San-Andreas-Verwerfung und der kalifornischen Halbinsel und deren Angliederung an die Pazifische Platte im Verlauf der vergangenen 30 Millionen Jahre (Norden ist links).

Die Farallon-Platte ist eine ehemalige ozeanische Großplatte im Ostpazifik. Sie existierte bereits im älteren Mesozoikum und bildete von der Kreide bis zum Eozän das östliche Gegenstück zur westlich des Ostpazifischen Rückens liegenden Pazifischen Platte. Infolge fortschreitender Subduktion der Farallon-Platte unter die Nordamerikanische und Südamerikanische Platte zerbrach sie im weiteren Verlauf des Tertiärs in mehrere kleinere Platten, von denen die Cocosplatte und die Nazcaplatte heute die größten verbliebenen sind.

## Etymologie
Der Name farallon plate wurde 1969 von den US-amerikanischen Geophysikern Dan McKenzie und Jason Morgan in einer Arbeit über die Entstehung und Entwicklung tektonischer Tripelpunkte geprägt. Er bezieht sich auf die Farallon-Inseln vor der Küste des US-Bundesstaates Kalifornien.

## Erdgeschichtliche Entwicklung

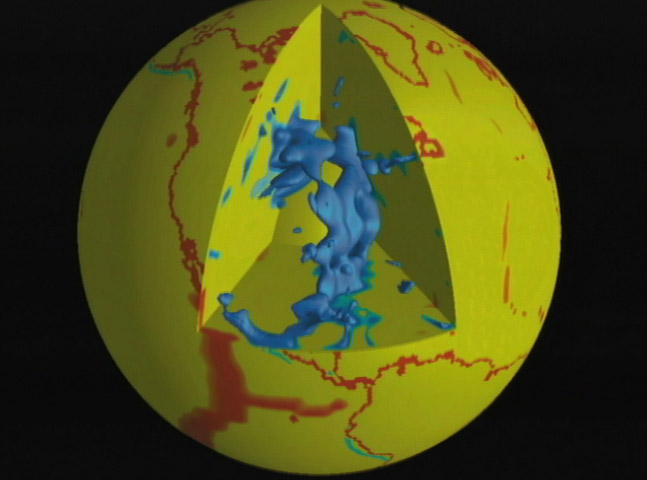
Mittels einer Geodynamik-Software modellierte Reste des nördlichen Teils der Farallon-Platte (blau eingefärbt) im tieferen Erdmantel unterhalb Nordamerikas. Man beachte das große „slab window“, das sich infolge der Teilung in Juan-de-Fuca- und Cocosplatte geöffnet hat

Die Geschichte der Farallon-Platte lässt sich zu einem gewissen Grade direkt anhand ihrer heute noch an der Oberfläche des Erdkörpers vorhandenen Reste, größtenteils jedoch nur noch anhand indirekter Belege rekonstruieren. Zu den Letztgenannten gehört vor allem das Muster der magnetischen Anomalien in der Kruste der Pazifischen Platte („Meeresboden-Isochronen“, siehe → Paläomagnetismus), an dem die Vorgänge am mittlerweile weitgehend subduzierten nördlichen Ostpazifischen Rücken abgelesen werden können. Daneben dokumentieren Alter, Chemismus, Position und Geometrie magmatischer Provinzen im Westen der Nordamerikanischen Platte sowohl die „normale“ Subduktion ozeanischer Lithosphäre als auch die Subduktion von Spreizungszonen („slab windows“), und damit von Plattengrenzen.
Die Geschichte der Farallon-Platte kann weit ins Mesozoikum zurückverfolgt werden. An der Wende von der Trias zum Jura, vor ca. 200 Millionen Jahren, bildete sie wahrscheinlich einen großen Teil des Ozeanbodens der östlichen Panthalassa, des Vorläuferozeans des Pazifiks, und erstreckte sich von hohen nördlichen bis in hohe südliche Breiten. Begrenzt wurde sie seinerzeit von der Izanagi-Platte im Westen, von der Phoenix-Platte im Süden und von der westlichen Pangaea bzw. ihr vorgelagerten Inselbögen im  Osten. Möglicherweise subduzierten bereits zu dieser Zeit zumindest Teile der Farallon-Platte nach Osten unter die Pangaea. Die Pazifische Platte entstand erst im Verlauf des frühen Jura aus dem Izanagi-Phoenix-Farallon-Tripelpunkt.
In der späten Kreide, vor ca. 80 Millionen Jahren, grenzte die nunmehr in Gänze nach Osten subduzierende Farallon-Platte westlich an die rapide angewachsene Pazifische Platte. Der entsprechende Spreizungsrücken stellt somit einen Vorläufer des heutigen Ostpazifischen Rückens dar. Nördlich war die Farallon-Platte zu dieser Zeit durch einen Spreizungsrücken gegen die sogenannte Kula-Platte begrenzt. Diese war wahrscheinlich aus dem nördlichsten Teil der Farallon-Platte hervorgegangen und repräsentierte somit den ersten Schritt ihres Zerfalls. Über den Werdegang der Kula-Platte ist wenig bekannt bzw. ist er Gegenstand zahlreicher Spekulationen. So wird vermutet, dass sie im Eozän durch einen Stopp der Ozeanbodenspreizung (engl. „ridge death“) am Pazifik-Kula-Rücken infolge der Umwandlung der Kula-Nordamerika-Subduktionszone in die noch heute existierende Queen-Charlotte-Verwerfung (benannt nach den Queen-Charlotte-Inseln) mit der Pazifischen Platte verschmolz. Südlich grenzte die Farallon-Platte in der Oberkreide, nach Verschmelzung der Reste der Phoenix-Platte mit den umliegenden Platten, an die Antarktische Platte.
Bei der känozoischen Fragmentierung der Farallon-Platte können grob drei Ereignisse unterschieden werden. Sie begann im frühen Eozän vor ungefähr 55 Millionen Jahren mit der Entkoppelung ihres nördlichsten Teils, der Juan-de-Fuca-Platte (Vancouver-Platte), der kinematisch zunächst noch relativ eng mit dem Rest der Farallon-Platte assoziiert blieb. Das zweite bedeutende Ereignis fand vor 30 Millionen Jahren im Oligozän statt. Ein vorspringendes Segment des Ostpazifischen Rückens erreichte auf Höhe des heutigen Südens des US-Bundesstaates Kalifornien den Westrand Nordamerikas. Anstatt dass nunmehr Lithosphäre der Pazifischen Platte subduzierte, wandelte sich die Subduktionszone dort in eine Transformstörung um, den Vorläufer der San-Andreas-Verwerfung. Damit war die Juan-de-Fuca-Platte vom Rest der Farallon-Platte isoliert und begann ein kinematisches Eigenleben. Die heutige Plattenkonfiguration bildete sich schließlich zu Beginn des Miozäns vor etwa 23 Millionen Jahren heraus, als die „Süd-Farallon-Platte“ durch Entstehung einer Spreizungszone in den Vorläufer der Cocosplatte (Guadalupe-Platte) und die Nazcaplatte geteilt wurde. Als ursächlich hierfür gilt der unterschiedlich gerichtete „Plattenzug“ (slab pull) aufgrund der unterschiedlichen Orientierung der Subduktionszonen am Kontinentalrand Mittel- bzw. Südamerikas sowie die Schwächung der Platte durch den Galapagos-Hotspot.

## Geologische Bedeutung

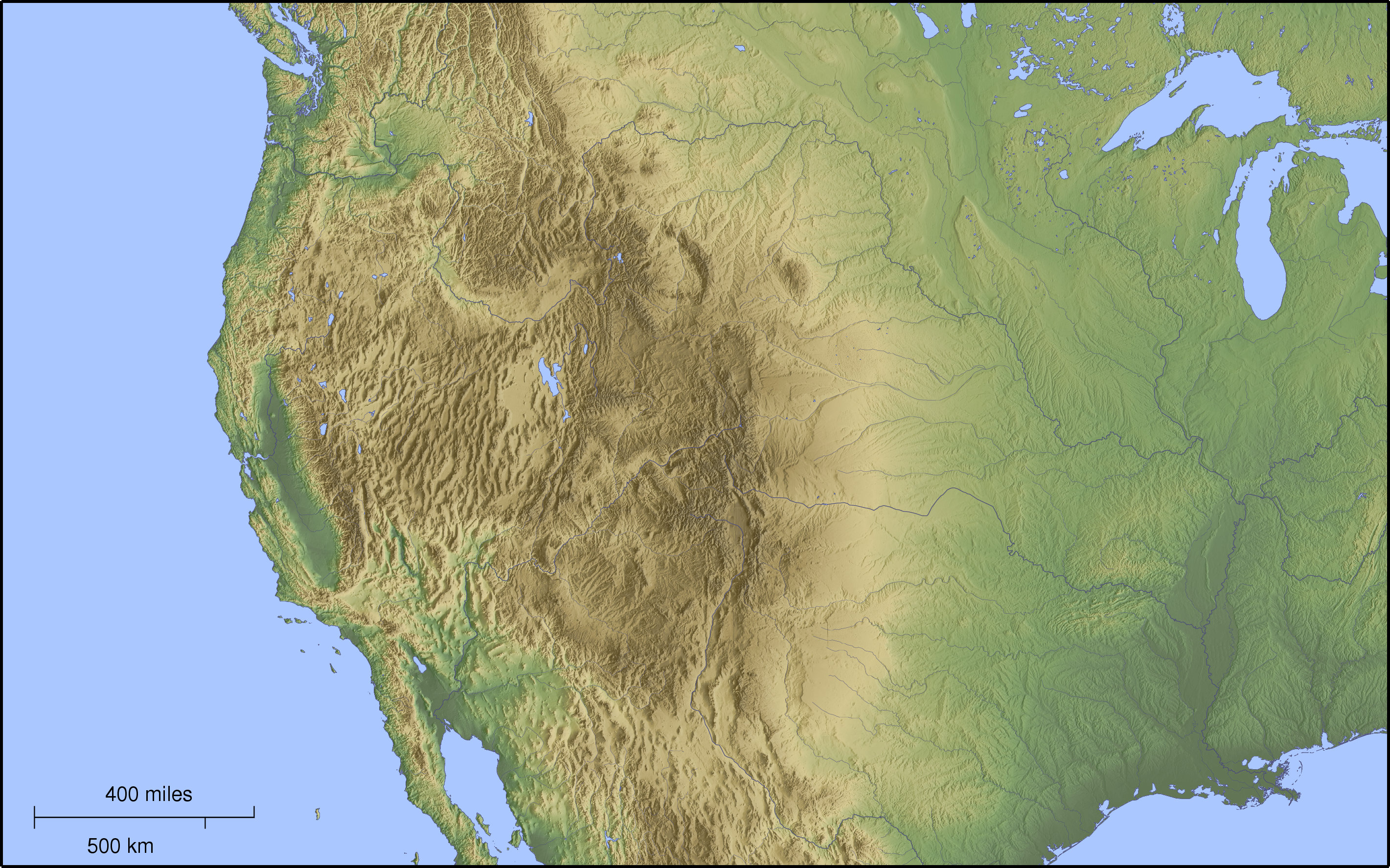
Physische Geographie der westlichen USA. Das mehr als 1500 km breite Gebirgssystem zwischen der Pazifikküste und den Great Plains geht maßgeblich auf die Subduktion der Farallon-Platte zurück.

Die Subduktion der Farallon-Platte und der aus ihr hervorgegangenen Platten hatte maßgeblichen Einfluss auf die geologische Entwicklung der westlichen Ränder der beiden amerikanischen Großplatten, teilweise bis weit ins Innere der Kontinente hinein. So gehen unter anderem die Anden und die zentralamerikanische Kordillere auf sie zurück. Für Nordamerika wird angenommen, dass dort in der späten Kreide die Subduktion in einem sehr flachen Winkel erfolgte und sich der subduzierte Teil der Platte (engl. „slab“) nahezu horizontal liegend weit unter den Kontinent erstreckte. Dies führte neben der normalen Küstenkordillere (Sierra Nevada, Kaskadengebirge) zur Ausbildung eines breiten Hochlandes, das unter anderem die zentralen und südlichen Rocky Mountains, das Colorado-Plateau und die Basin-and-Range-Provinz umfasst. Des Weiteren wird die flache Subduktion der Farallon-Platte für die hohen kreidezeitlichen Subsidenzraten, die in einem breiten Streifen im Inneren Nordamerikas auftraten (engl. „long-wavelength, high-amplitude subsidence“), und damit für die Entstehung des Western Interior Seaway und der entsprechenden marinen Sedimente verantwortlich gemacht. Als Ursache des geringen Abtauchwinkels der Platte gilt die Subduktion eines ozeanischen Plateaus. Solche Plateaus bestehen aus Gestein, das eine geringere Dichte als normale ozeanische Kruste hat, wodurch der Slab im sublithospärischen Mantel einen höheren Auftrieb erfährt.